# Sukomangli (Patean)
Sukomangli is een bestuurslaag in het regentschap Kendal van de provincie Midden-Java, Indonesië. Sukomangli telt 926 inwoners (volkstelling 2010).